# Fontenay-sur-Conie
Pour les articles homonymes, voir Fontenay et Conie (homonymie).
Fontenay-sur-Conie est une commune française située dans le département d'Eure-et-Loir en région Centre-Val de Loire. Elle fait partie d'une zone écologique protégée du réseau Natura 2000. C'est une zone importante pour la conservation des oiseaux de la vallée de la Conie et Beauce centrale.

## Géographie

### Situation

Situation géographique
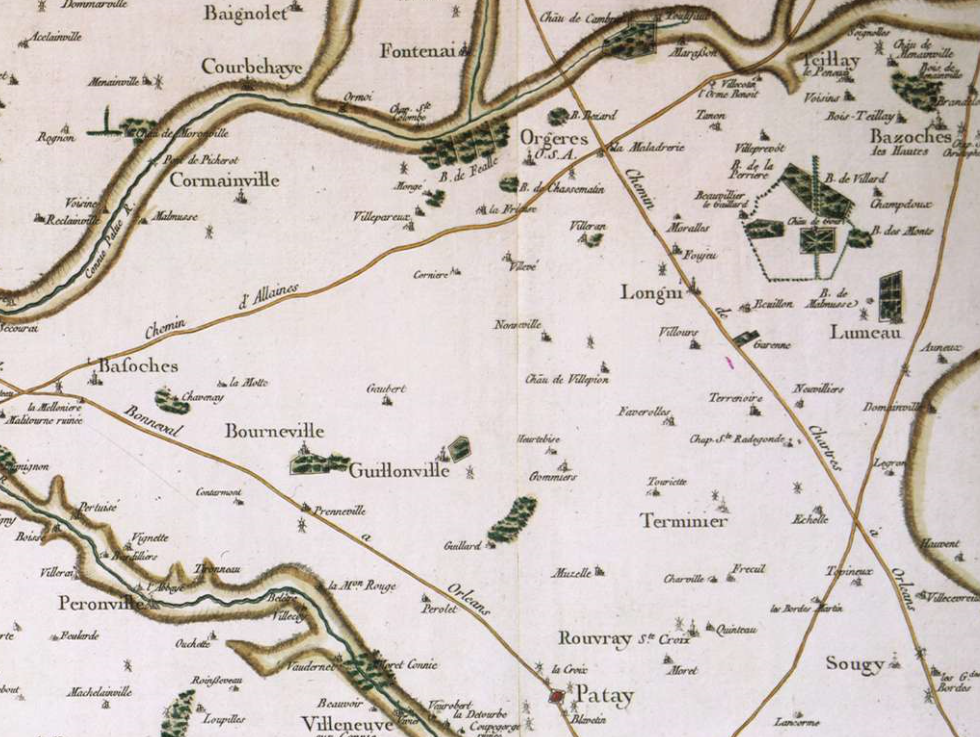
Extrait de la carte de Cassini (1757).
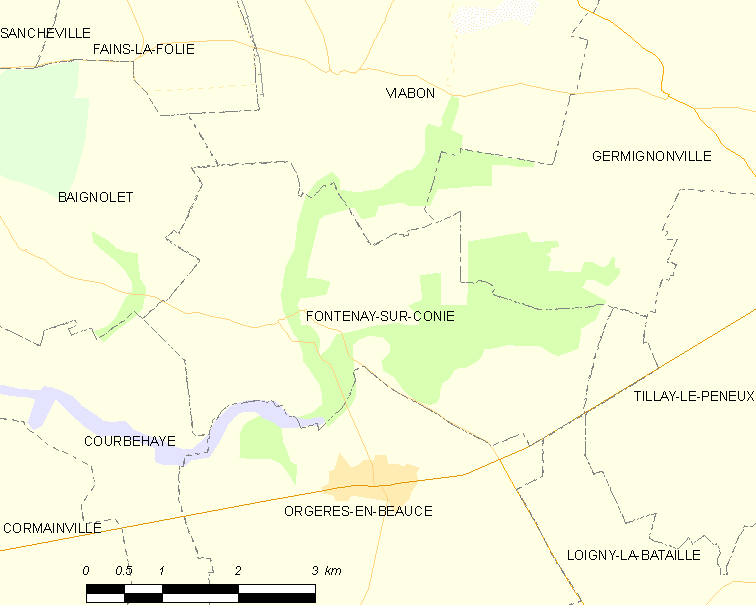
Carte de la commune de Fontenay-sur-Conie (2012).
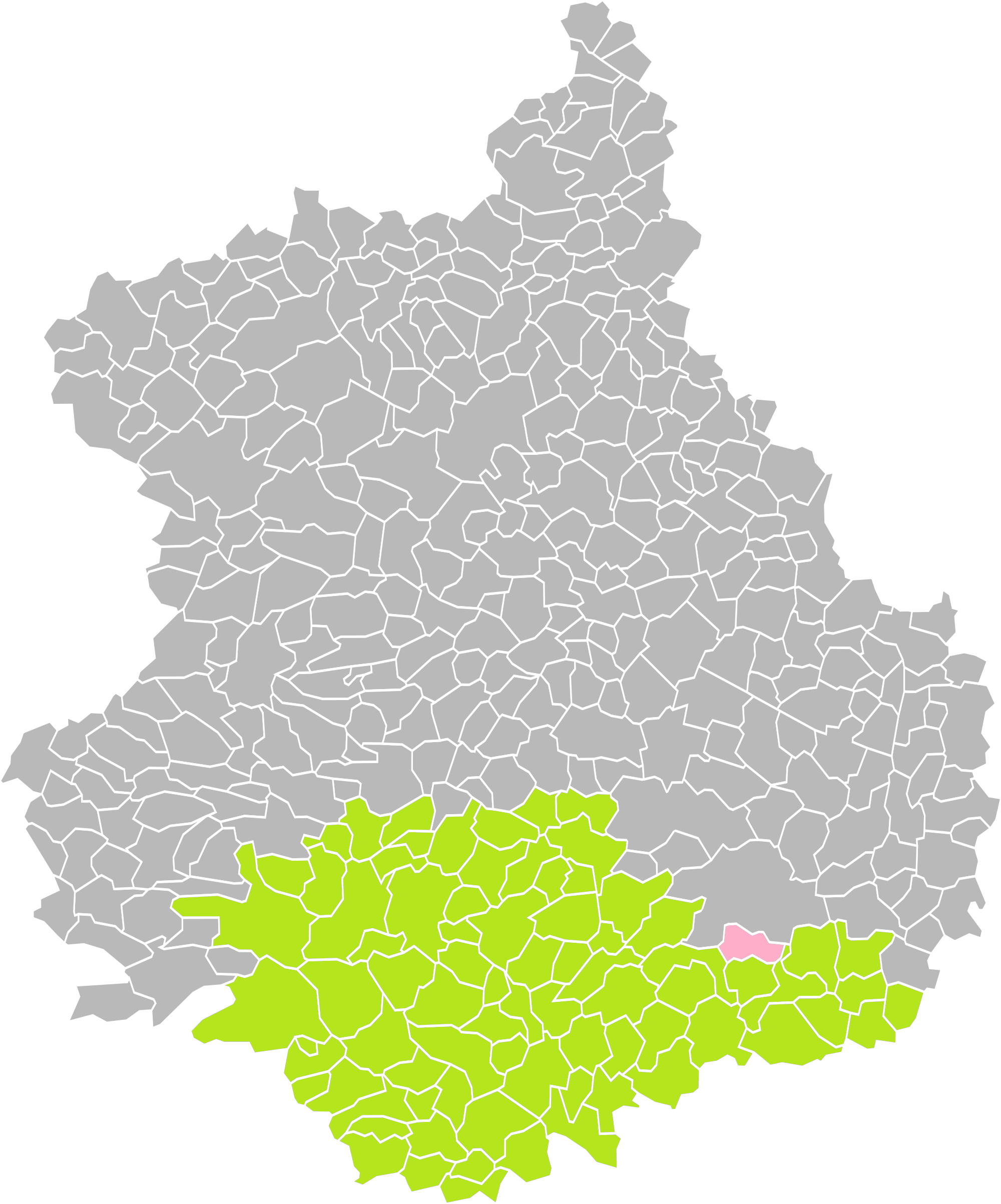
Fontenay-sur-Conie dans son arrondissement.

### Communes limitrophes
| Baignolet  | Viabon             | Germignonville     |
|            | Fontenay-sur-Conie | Tillay-le-Péneux   |
| Courbehaye | Orgères-en-Beauce  | Loigny-la-Bataille |

### Hydrographie

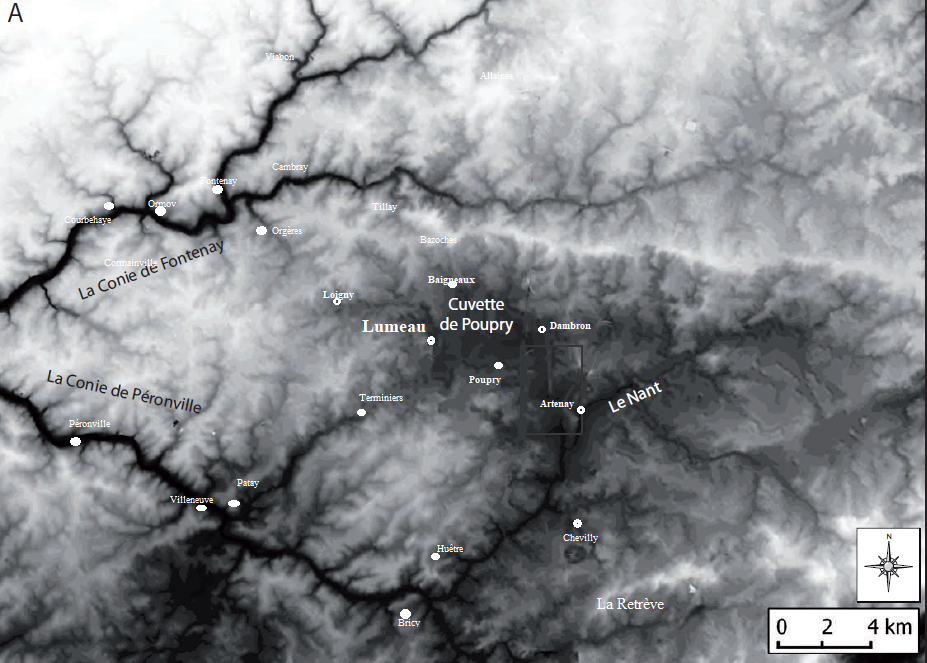
Relief du bassin versant amont de la Conie, avec Courbehaye, Ormoy, Fontenay et Orgères dans le bras nord de la Conie.

La commune, traversée par la rivière la Conie, se situe en aval de Germignonville et en amont d'Orgères-en-Beauce. La Conie est un affluent du Loir, sous-affluent du fleuve la Loire par la Sarthe et la Maine.
Deux bras en provenance de Germignonville se rejoignent en aval du village, l'un passant par Viabon, l'autre naissant dans le parc du château de Cambray. Treize ponts ont été construits à Fontenay-sur-Conie afin de relier les deux rives de ces deux bras.

### Climat
Pour des articles plus généraux, voir Climat du Centre-Val de Loire et Climat d'Eure-et-Loir.
En 2010, le climat de la commune est de type climat océanique dégradé des plaines du Centre et du Nord, selon une étude du CNRS s'appuyant sur une série de données couvrant la période 1971-2000. En 2020, Météo-France publie une typologie des climats de la France métropolitaine dans laquelle la commune est exposée à un climat océanique altéré et est dans la région climatique  Moyenne vallée de la Loire, caractérisée par une bonne insolation (1 850 h/an) et un été peu pluvieux. 
Pour la période 1971-2000, la température annuelle moyenne est de 10,7 °C, avec une amplitude thermique annuelle de 14,8 °C. Le cumul annuel moyen de précipitations est de 629 mm, avec 10,7 jours de précipitations en janvier et 7,3 jours en juillet. Pour la période 1991-2020, la température moyenne annuelle observée sur la station météorologique de Météo-France la plus proche, « Viabon », sur la commune d'Eole-en-Beauce à 6 km à vol d'oiseau, est de 11,5 °C et le cumul annuel moyen de précipitations est de 601,1 mm,. Pour l'avenir, les paramètres climatiques de la commune estimés pour 2050 selon différents scénarios d'émission de gaz à effet de serre sont consultables sur un site dédié publié par Météo-France en novembre 2022.

## Urbanisme

### Typologie
Au 1er janvier 2024, Fontenay-sur-Conie est catégorisée commune rurale à habitat dispersé, selon la nouvelle grille communale de densité à 7 niveaux définie par l'Insee en 2022.
Elle est située hors unité urbaine et hors attraction des villes,.

### Occupation des sols
L'occupation des sols de la commune, telle qu'elle ressort de la base de données européenne d’occupation biophysique des sols Corine Land Cover (CLC), est marquée par l'importance des territoires agricoles (73,3 % en 2018), une proportion identique à celle de 1990 (73,3 %). La répartition détaillée en 2018 est la suivante : 
terres arables (73,3 %), forêts (26,2 %), zones humides intérieures (0,4 %). L'évolution de l’occupation des sols de la commune et de ses infrastructures peut être observée sur les différentes représentations cartographiques du territoire : la carte de Cassini (XVIIIe siècle), la carte d'état-major (1820-1866) et les cartes ou photos aériennes de l'IGN pour la période actuelle (1950 à aujourd'hui).

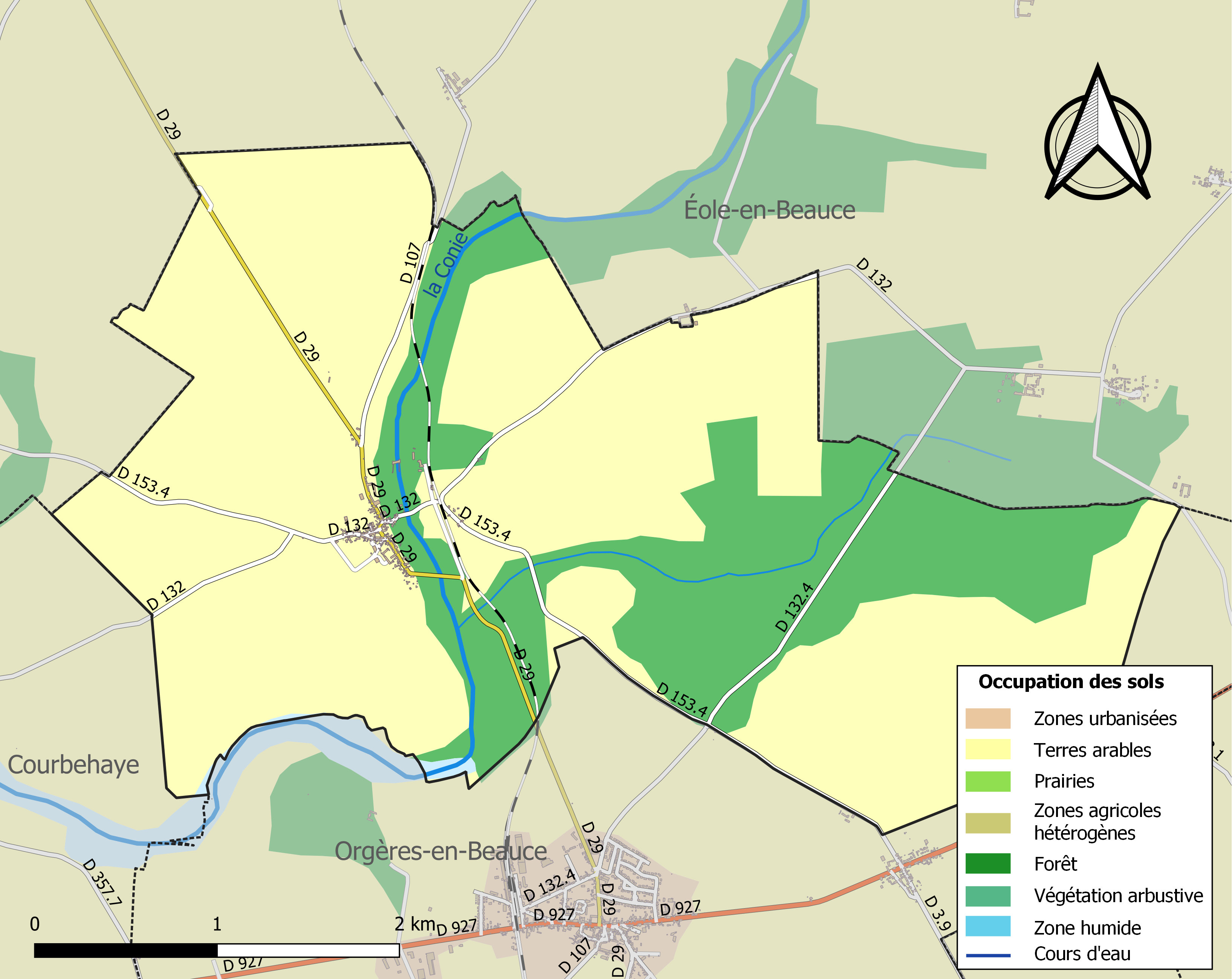
Carte des infrastructures et de l'occupation des sols de la commune en 2018 (CLC).

### Risques majeurs
Le territoire de la commune de Fontenay-sur-Conie est vulnérable à différents aléas naturels : météorologiques (tempête, orage, neige, grand froid, canicule ou sécheresse), inondationset séisme (sismicité très faible). Il est également exposé à un risque technologique, le transport de matières dangereuses. Un site publié par le BRGM permet d'évaluer simplement et rapidement les risques d'un bien localisé soit par son adresse soit par le numéro de sa parcelle.

#### Risques naturels
Certaines parties du territoire communal sont susceptibles d’être affectées par le risque d’inondation par débordement de cours d'eau, notamment la Conie. La commune a été reconnue en état de catastrophe naturelle au titre des dommages causés par les inondations et coulées de boue survenues en 1999,.

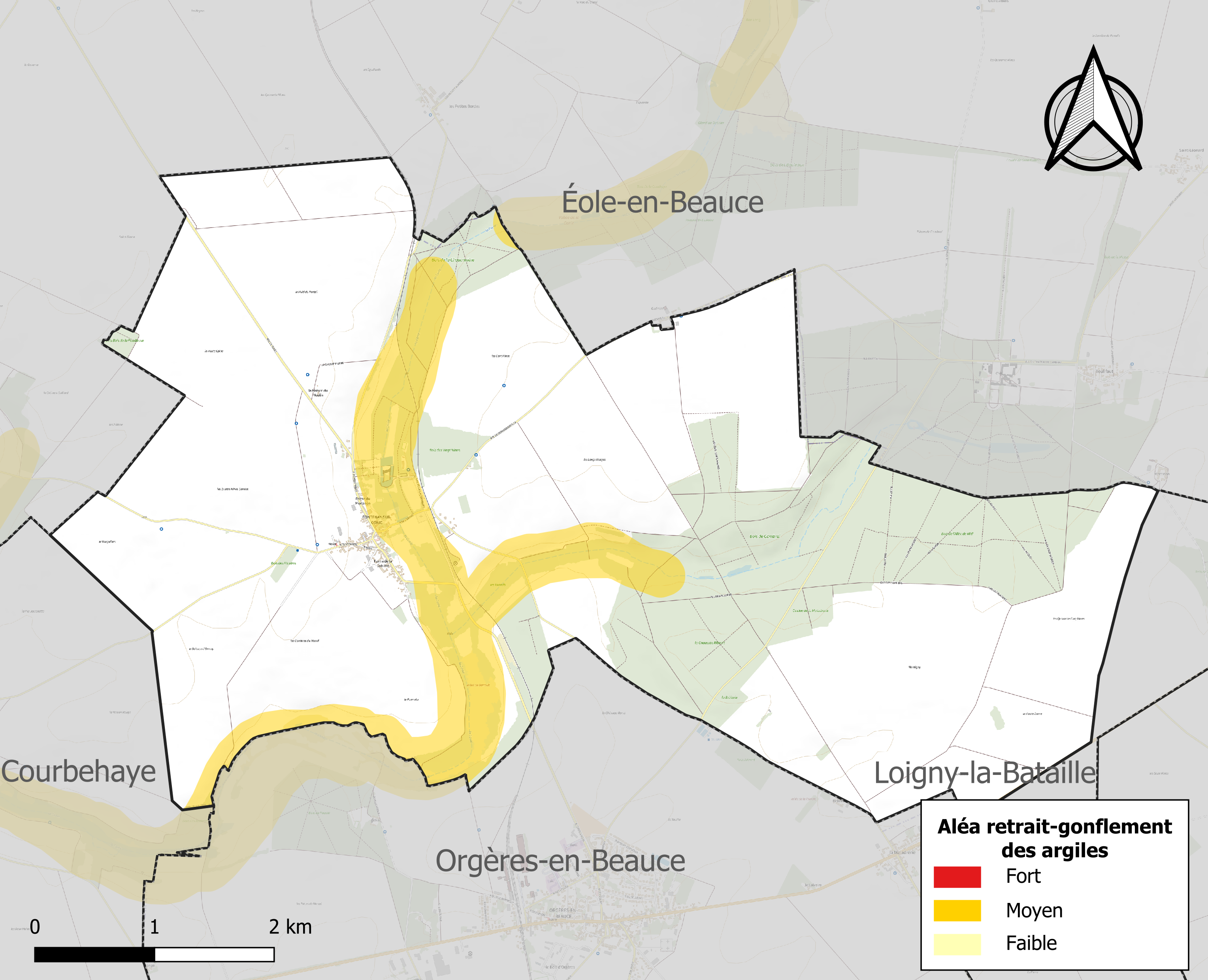
Carte des zones d'aléa retrait-gonflement des sols argileux de Fontenay-sur-Conie.

Le retrait-gonflement des sols argileux est susceptible d'engendrer des dommages importants aux bâtiments en cas d’alternance de périodes de sécheresse et de pluie. 11,7 % de la superficie communale est en aléa moyen ou fort (52,8 % au niveau départemental et 48,5 % au niveau national). Sur les 89 bâtiments dénombrés sur la commune en 2019, 14 sont en aléa moyen ou fort, soit 16 %, à comparer aux 70 % au niveau départemental et 54 % au niveau national. Une cartographie de l'exposition du territoire national au retrait gonflement des sols argileux est disponible sur le site du BRGM,.
Concernant les mouvements de terrains, la commune a été reconnue en état de catastrophe naturelle au titre des dommages causés par des mouvements de terrain en 1999.

#### Risques technologiques
Le risque de transport de matières dangereuses sur la commune est lié à sa traversée par des infrastructures routières ou ferroviaires importantes ou la présence d'une canalisation de transport d'hydrocarbures. Un accident se produisant sur de telles infrastructures est en effet susceptible d’avoir des effets graves au bâti ou aux personnes jusqu’à 350 m, selon la nature du matériau transporté. Des dispositions d’urbanisme peuvent être préconisées en conséquence.

## Toponymie
Le nom de la localité est attesté sous la forme Fontanetum vers 1250.
Le nom de la commune a pour origine la présence de plusieurs fontaines situées sur les rives de la Conie ; en effet, Fontenay désigne généralement un lieu présentant plusieurs sources d'eau (suffixe -ay, -aie désignant la multitude en un lieu, apposé à la racine latine fons / fontanus, fontaine).
La rivière, la Conie, traverse la commune.

## Histoire
La famille de Sapion possède cette seigneurie depuis fort longtemps.
En 1852, la ville subit un incendie important qui endommagea une grande partie du bourg.

### Époque contemporaine
En 1903, un canal est creusé afin de lutter contre les fièvres et le  paludisme, favorisés par la présence de marais engendrés par l'écoulement de la Conie.

### Guerre de 1870
Fontenay-sur-Conie est en bordure de la bataille de Loigny.

### Seconde guerre mondiale
Le 17 juin 1940, des combats ont lieu à Fontenay-sur-Conie entre l'armée en retraite et une division de Panzers.

## Politique et administration

### Liste des maires
| Période                                  | Période      | Identité              | Étiquette     | Qualité |
| ---------------------------------------- | ------------ | --------------------- | ------------- | ------- |
| Mars 1989                                | Mars 2014    | Philippe Gaujard      | Apparenté UMP |         |
| Mars 2014                                | Juillet 2020 | Brigitte Landeau      | SE            | Artisan |
| Juillet 2020                             | En cours     | Jean-Philippe Pothier |               |         |
| Les données manquantes sont à compléter. |              |                       |               |         |

## Population et société

### Démographie
L'évolution du nombre d'habitants est connue à travers les recensements de la population effectués dans la commune depuis 1793. Pour les communes de moins de 10 000 habitants, une enquête de recensement portant sur toute la population est réalisée tous les cinq ans, les populations de référence des années intermédiaires étant quant à elles estimées par interpolation ou extrapolation. Pour la commune, le premier recensement exhaustif entrant dans le cadre du nouveau dispositif a été réalisé en 2006.

En 2022, la commune comptait 149 habitants, en évolution de +12,88 % par rapport à 2016 (Eure-et-Loir : −0,23 %, France hors Mayotte : +2,11 %).
| 1793 | 1800 | 1806 | 1821 | 1831 | 1836 | 1841 | 1846 | 1851 |
| ---- | ---- | ---- | ---- | ---- | ---- | ---- | ---- | ---- |
| 286  | 257  | 257  | 334  | 389  | 361  | 324  | 352  | 411  |

| 1856 | 1861 | 1866 | 1872 | 1876 | 1881 | 1886 | 1891 | 1896 |
| ---- | ---- | ---- | ---- | ---- | ---- | ---- | ---- | ---- |
| 440  | 406  | 426  | 421  | 435  | 449  | 456  | 490  | 512  |

| 1901 | 1906 | 1911 | 1921 | 1926 | 1931 | 1936 | 1946 | 1954 |
| ---- | ---- | ---- | ---- | ---- | ---- | ---- | ---- | ---- |
| 494  | 495  | 509  | 437  | 437  | 427  | 291  | 318  | 227  |

| 1962 | 1968 | 1975 | 1982 | 1990 | 1999 | 2006 | 2011 | 2016 |
| ---- | ---- | ---- | ---- | ---- | ---- | ---- | ---- | ---- |
| 210  | 165  | 129  | 106  | 117  | 110  | 128  | 156  | 132  |

| 2021 | 2022 | - | - | - | - | - | - | - |
| ---- | ---- | - | - | - | - | - | - | - |
| 140  | 149  | - | - | - | - | - | - | - |

## Culture locale et patrimoine

### Lieux et monuments

#### Patrimoine religieux
- Le prieuré Notre-Dame de Fontenay-sur-Conie, fondé en 1186 par Marthe de Lanneray sur le bord de la Conie, dépendait de l’abbaye Saint-Avit-les-Guêpières à Saint-Denis-les-Ponts. Sa chapelle fut profanée à la Révolution et servit de grange jusqu’en 1875. On y venait en pèlerinage des villages environnants pour prier et implorer la pluie les années de sécheresse[26]. Prieuré régulier, puis simple[27].
- La Croix de Sainte-Colombe, dernier vestige d'une chapelle édifiée afin d'accueillir les pèlerinages organisés pour lutter contre le paludisme.
- L'église Saint-Cyr-Sainte-Julitte.

#### Patrimoine civil
- Monument aux morts.

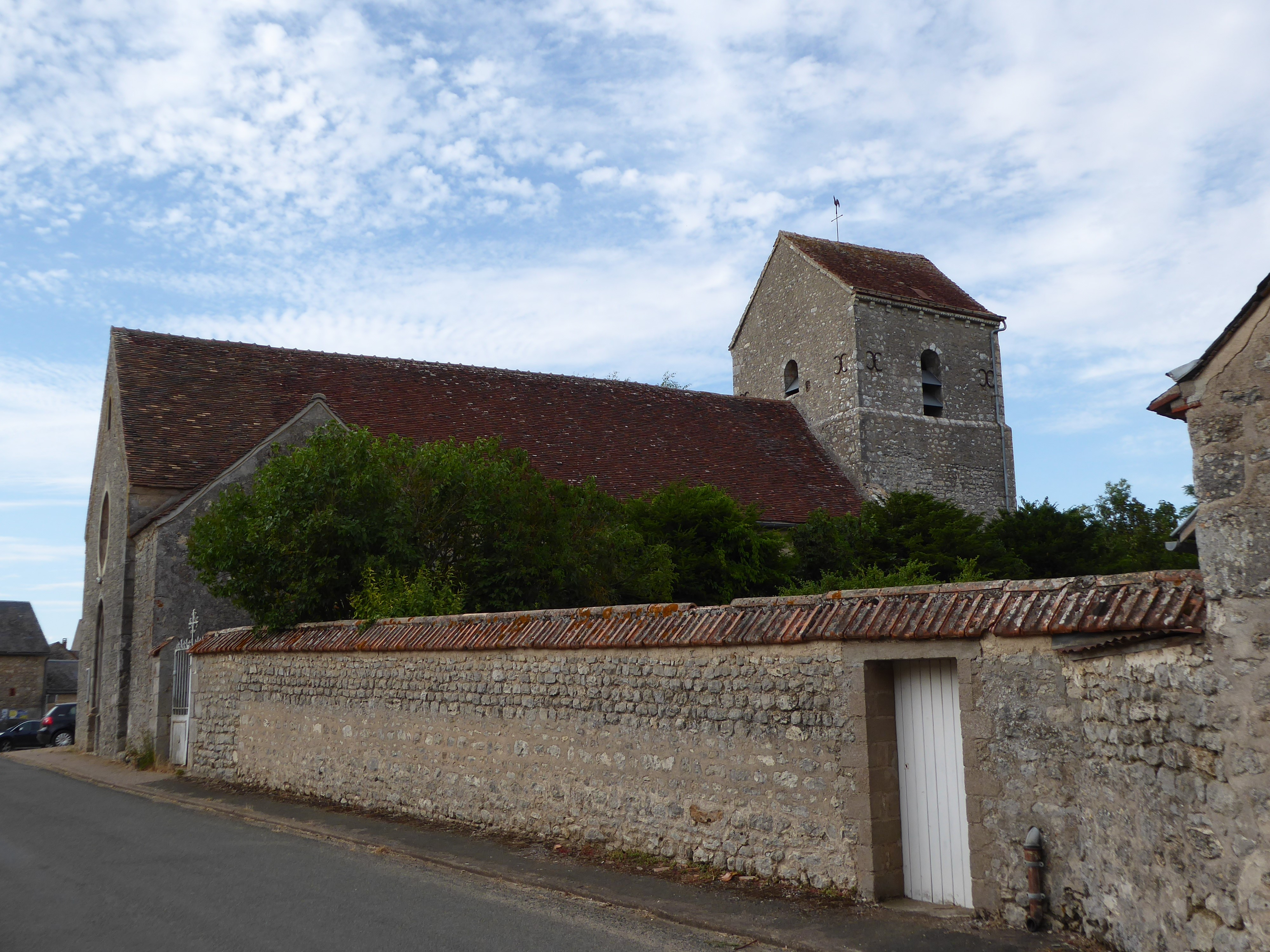
Vue générale de l'église Saint-Cyr-Sainte-Julitte.
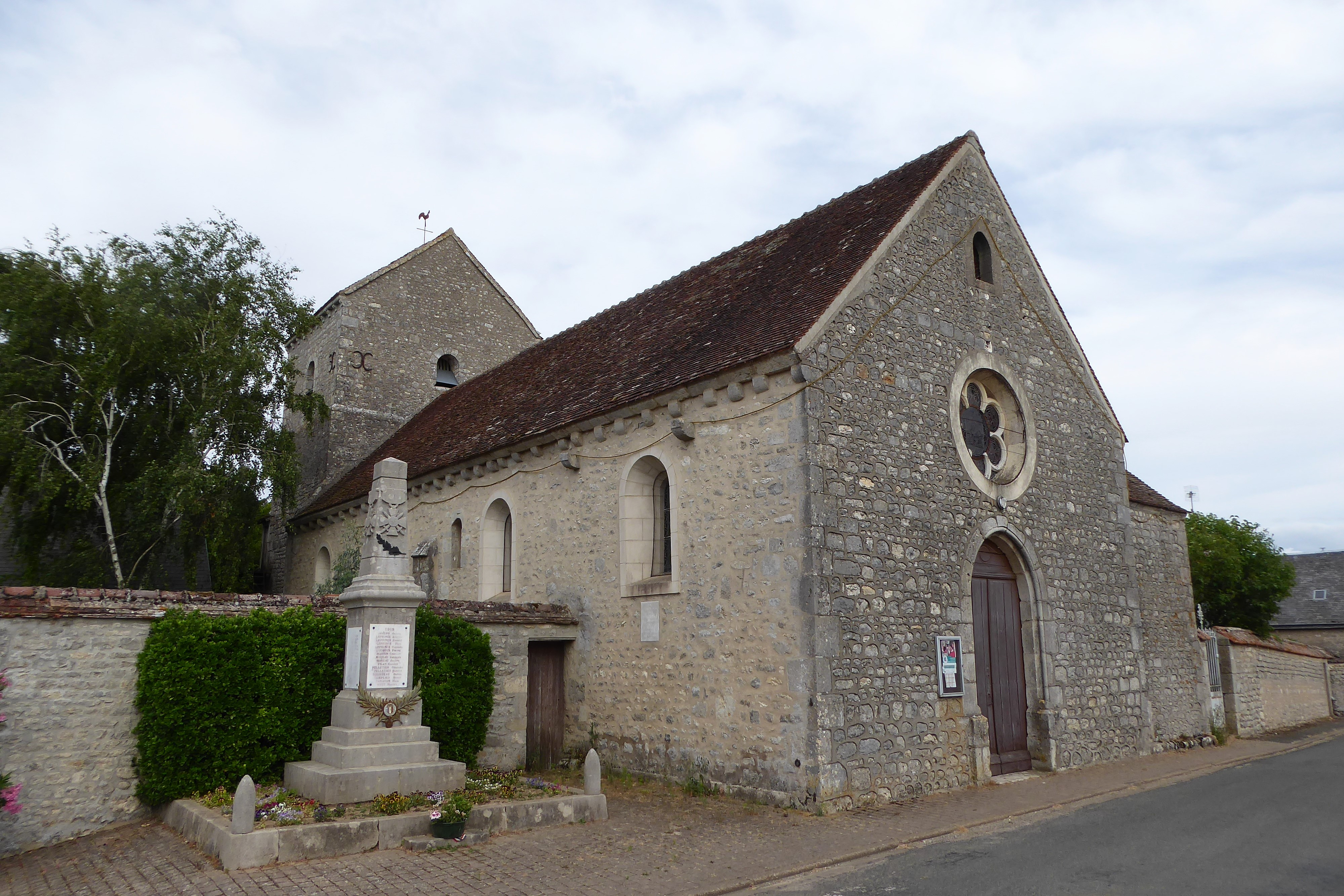
L'église Saint-Cyr-Sainte-Julitte et le monument aux morts.
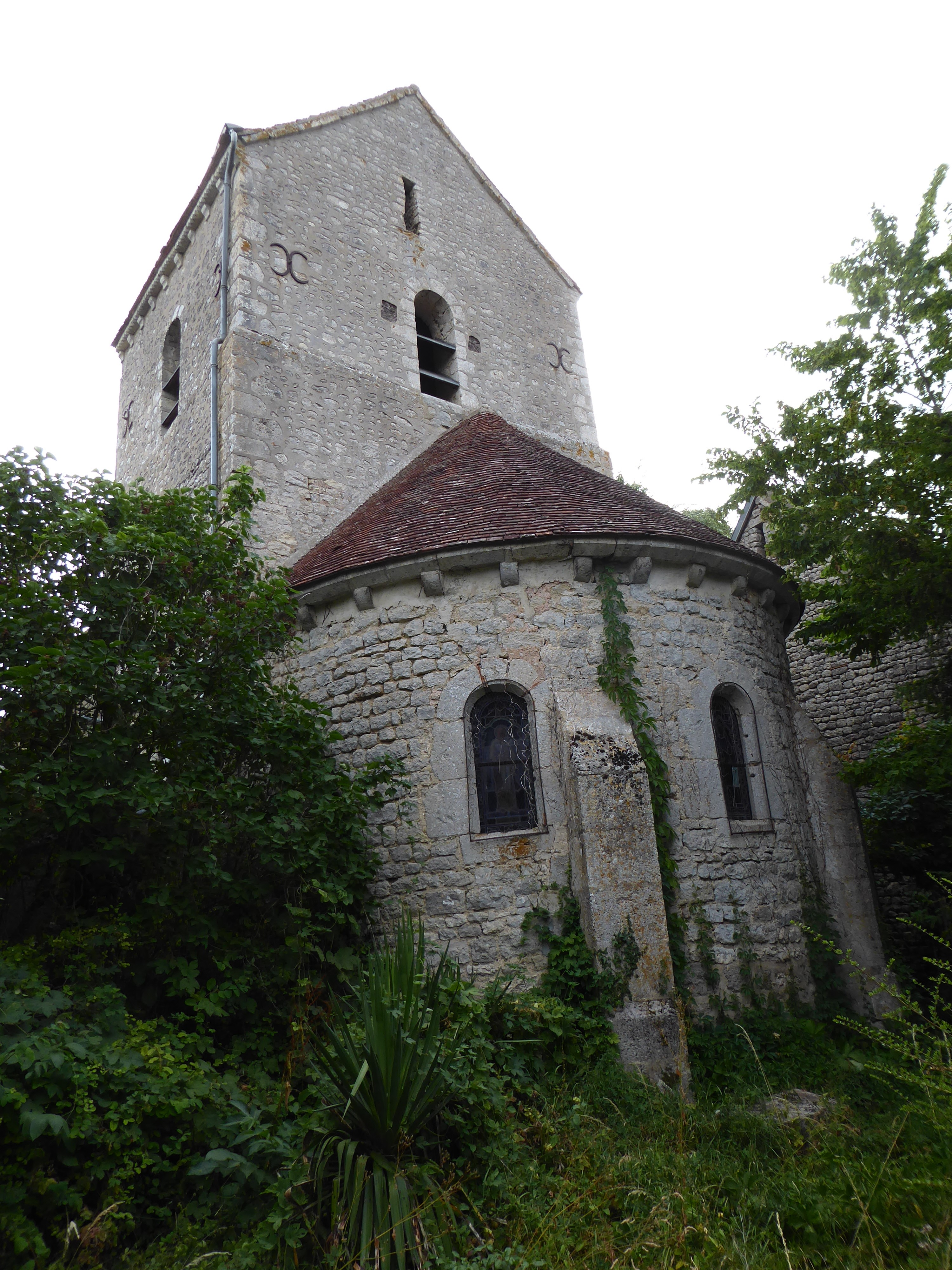
Abside de l'église Saint-Cyr-Sainte-Julitte.
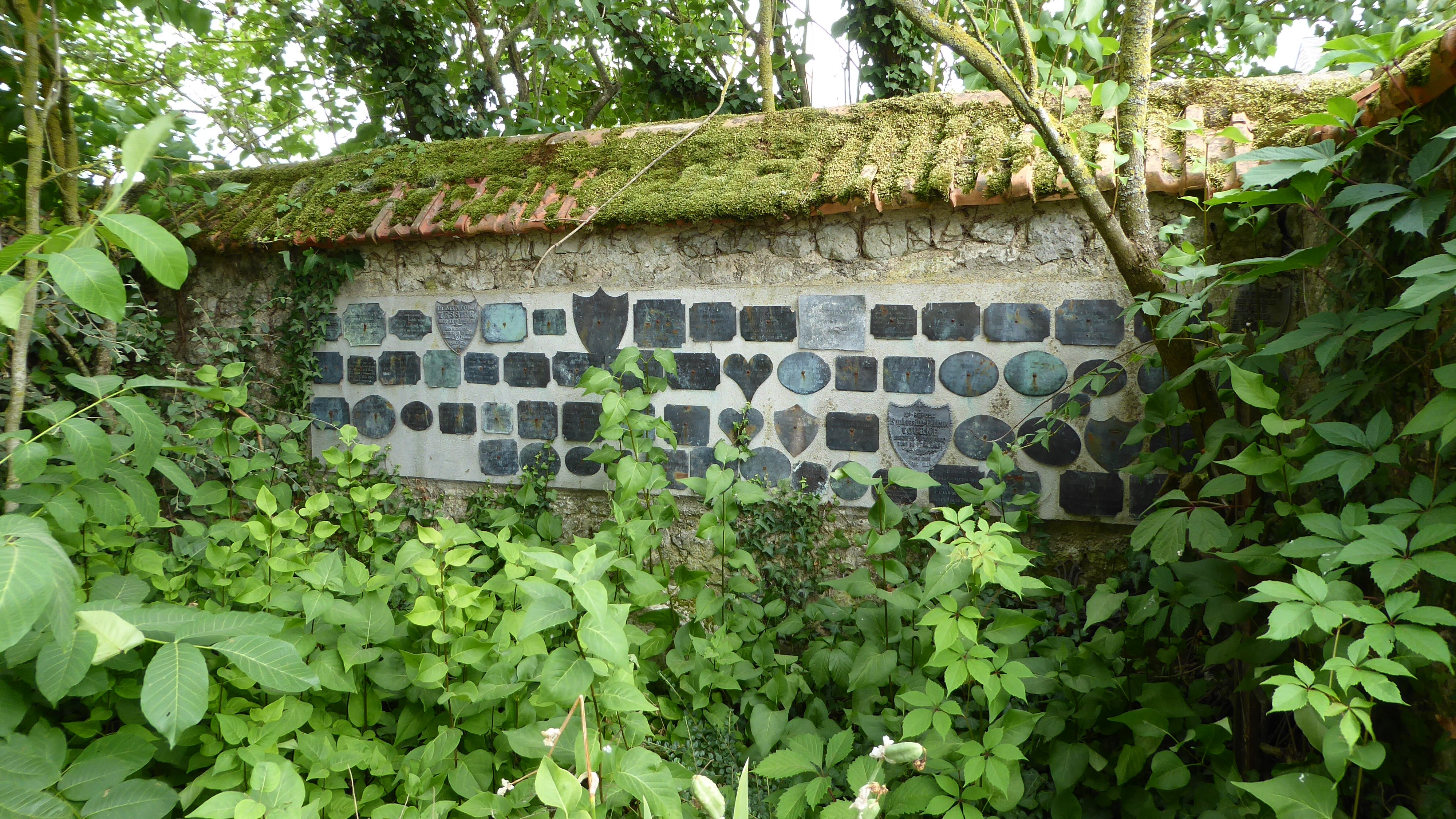
Plaques de l'ancien cimetière abandonné jouxtant l'église.